# Sound of Music II
Sound of Music II var popguppen Sound of Musics andra studioalbum, utgivet i december månad 1987. Medlemmarna Peter Grönvall, Angelique Widengren och Nanne Nordqvist medverkade i Melodifestivalen 1987 med låten Alexandra.

## Låtlista
1. A Transfer to Love
2. Magic Night
3. Once Again
4. Love Me or Leave Me
5. Alexandra
6. Smiling Eyes
7. Crazy Nights
8. Summer Sensation
9. Back Where We Belong

## Medverkande
- Nanne Nordqvist - sång
- Angelique Widengren - sång
- Peter Grönvall - synt

## Listplacering
| Lista (1988) | Topplacering |
| ------------ | ------------ |
| Sverige      | 50           |

### Fotnoter
1. ↑  ”Sound of Music II”. Hitparad. 27 februari 1988. http://hitparad.se/showitem.asp?interpret=Sound+Of+Music&titel=Sound+Of+Music+II&cat=a. Läst 11 april 2012.